# バブル景気

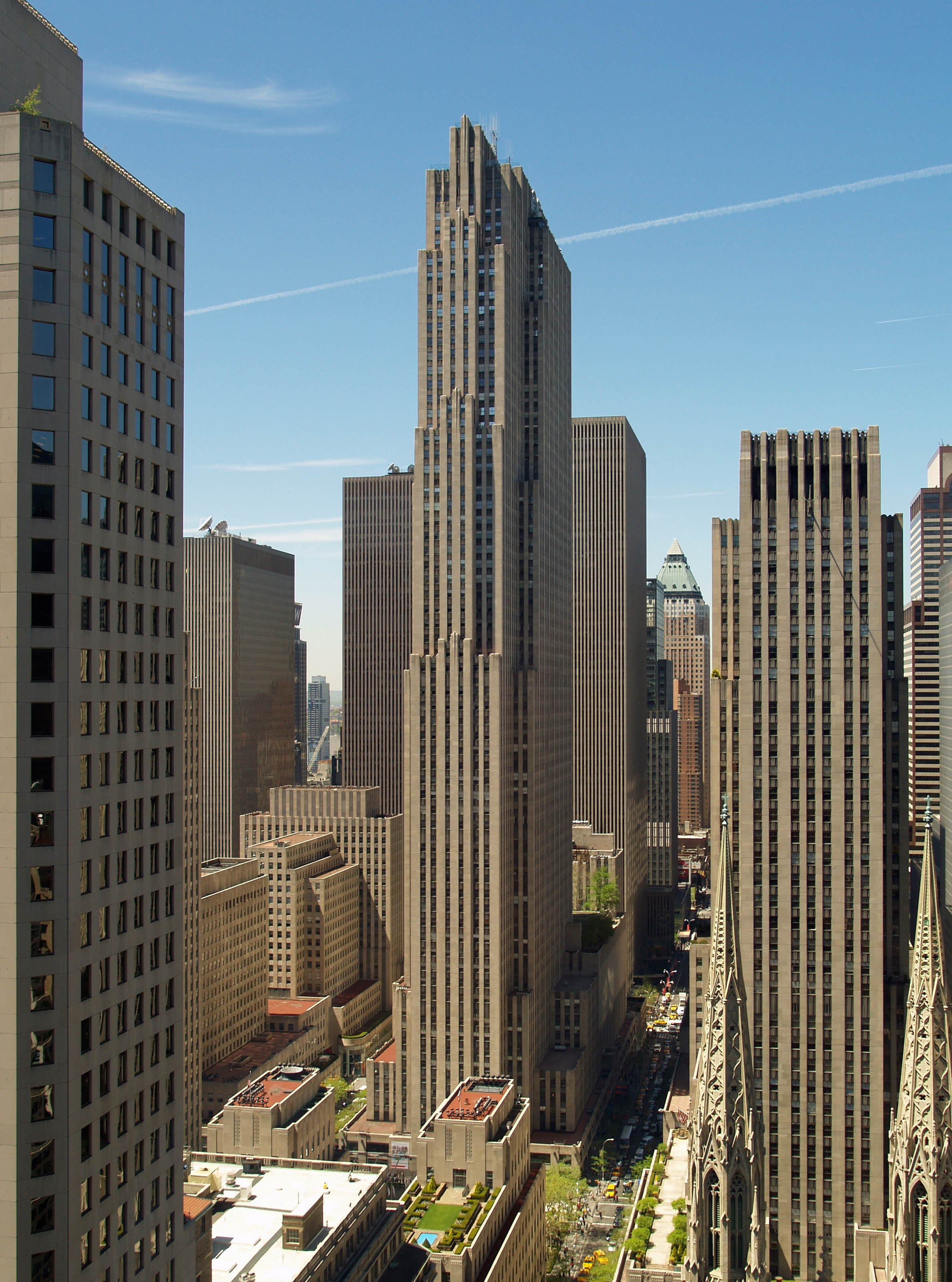
1989年に、三菱地所が8億4600万ドル（当時の日本円で約1200億円）で買収したニューヨークのロックフェラー・センター。
当時の日本企業による国外不動産買い漁りの象徴となった。

バブル景気（バブルけいき、英: bubble boom）は、1980年代後半から1990年代初頭にかけて日本で発生した、土地や株式などの資産価格が異常高騰して実体経済から乖離していた期間。1985年のプラザ合意による急激な円高により輸出産業が打撃を受け、円高不況に陥った。日本銀行は金融緩和を実施し、1987年には政策金利を2.5%まで引き下げた。金利が下げたのは、銀行から借りやすくなった融資で海外に工場を建設して安い製品をつくるなどで日本企業を立て直させるためであった。しかし、失敗として円高不況克服し、「平成景気」となった後も金融緩和を続けたことで、低金利環境で企業や個人は融資を受けやすい状況のために不動産や株式への投機的投資が過熱した。企業は本業よりも土地や株式といった資産取引による利益を重視する傾向を強め、都市部の地価や株価は急騰した。資産価格の上昇がさらなる投資を呼び込み、投機循環が形成された。この過程で企業収益や給与も一時的に上昇したが、実体経済の裏付けは乏しかった。地価高騰や地上げなどの批判世論から1990年代初頭に日本銀行が急激な金融引き締めに転じると、資産価格は急落し、バブルは崩壊した。不良債権が拡大し、日本経済は長期の停滞期（いわゆる「失われた10年」）に突入した。「バブル景気」とは、この異常だった経済状況に対する名称（通称）で、内閣府の景気動向指数（CI）上は、1986年（昭和61年）12月から1991年（平成3年）2月までの51か月間に日本で起こり、およびそれに付随して起こった社会現象。

情勢自体はバブル経済と同一であり、バブル経済期（バブルけいざいき）または、バブル期（バブルき）や単にバブルとも呼ばれる。日本国政府の公式見解では数値上、第11循環の拡張期間（内閣府の景気基準日付）という通称で指標を示している。
ただし、多くの庶民が「好景気」のような雰囲気を感じ始めたのは1987年10月19日のブラックマンデーを過ぎた翌1988年頃からであり、政府見解では、日経平均株価が38,957円の史上最高値を記録した1989年12月29日をはさみ、バブル崩壊後の1992年2月頃まで、バブル経済の雰囲気は維持されていたと考えられている。

## 概要
日本では、1986年-1991年までの株式や不動産を中心にした資産の過度な高騰、経済拡大期間を指すことが主である。目安となる指標も多く存在し、景気動向指数（CI・DI等）、土地価格（公示価格・調査価格の6大都市、地方、平均値等）、株価、GDP（総GDP伸び率等）、消費者物価、民間消費支出等どれを基準にするかということと、政府見解により諸説は左右される。
1980年代後半には、テレビ等のマスメディアの必要以上に毎日繰り返された不動産価値の宣伝により、地価は異常な伸びを見せる。当時の東京都の山手線内側の土地価格でアメリカ全土が買えるという算出結果となるほど日本の土地価格は高騰し、東証株価指数（TOPIX）は1989年（平成元年）12月18日には、史上最高値2886.50を付けるなどし、資産価格のバブル化が起こっていた。
このことを指して「バブル経済」と呼ばれるが、実際には経済のバブル化などという概念は存在しない。あくまでも経済政策の失敗による未曾有の好景気を後退局面に追いやった、後付の日本独自の呼称である。
バブル経済とは、総じて結果論として語られることが多く、その過剰な拡大期間の中では単に「好景気」といわれる。バブル景気による過剰な経済拡大期があり、その後にはその反動としてバブル崩壊による大幅な資産価格下落や金融収縮などが起こり経済問題が多数噴出することとなる。結果として、過去のその経済状況を否定的な意味あいでバブルなどと呼称する。
日本の景気動向指数でみる、景気循環における第11循環の拡大期に当たる。指標の取り方にもよるが、おおむね、1986年12月から1991年2月までの4年3か月（51か月）間を指すのが通説である（昭和天皇が吐血した1988年9月19日から翌年2月24日の大喪の礼頃まで自粛ムードあり）。これは、2002年2月から2008年2月まで73か月続いた長景気（通称：いざなみ景気、かげろう景気など）や1965年11月 - 1970年7月の4年9か月の57か月続いたいざなぎ景気に次いで第二次大戦後3番目に長い好況期間となる。
バブル以前の1985年、プラザ合意直後の日本は円高不況と称された深刻な不況であり、急激に国際競争力を失った輸出産業は大打撃を受け、東京や大阪などの町工場には倒産が続出していた。当時の日本のGDPに占める製造業比率は高く（現在は18%程度）、円高が輸出産業、ひいては日本経済に与えたダメージは現在と比較にならないほど大きく、製造業の日本国外への流出もこの時期に本格化した。内需拡大の掛け声とともに、平成元年に所得税の国税地方税を合計した最高税率が88％から75％に引き下げられ、富裕層を中心に手取り収入が最大2倍近く増えたことがバブル景気を後押ししていた。円高不況という文字がメディアから消え、多くの一般の人がいわゆるバブル景気の雰囲気を感じていたのは1988年頃から1991年2月のバブル崩壊以降少し後までの数年である。
日本のバブル崩壊による深刻な経済問題が表面化するまでには数年の時間を要し、当初は一時的な景気後退として楽観論が大勢を占めていた。1992年には政治的に宮沢喜一などが公的資金投入による早期の不良債権処理に言及しているが、官庁、マスコミ、経済団体、金融機関などからの強い反対に遭い実行に至らなかった。
バブル崩壊と同時に1973年より続いてきた安定成長期は終焉を迎え、失われた10年の始まりとなった。

## 景気の名称（通称）の由来
実体経済から乖離して資産価格が一時的に大幅に高騰し、その後急速に資産価格の下落が起こる様子を、中身のない泡が膨れて弾ける様子に例えて「バブル」と呼ばれる。泡沫景気（ほうまつけいき）と呼ばれることもある。バブル景気の終焉はバブル崩壊と呼ばれ、まさに「バブルが弾けた」と形容された。1990年代初期には「平成景気（第一次平成景気）」とも呼ばれていた。
1980年代後半当時は「バブル景気」という言葉は一般に認知されていなかった。「バブル景気」という語は1987年に命名されたとされる。野口悠紀雄は1987年11月に「バブルで膨らんだ地価」という論文を『週刊東洋経済・近代経済学シリーズ』に掲載しており、「私の知る限り、この時期の地価高騰を「バブル」という言葉で規定したのは、これが最初である」と述べている。
基になった「バブル経済」という語自体は1700年代のSouth Sea Bubble（南海泡沫事件）を語源とし、1990年にはすでに「バブル経済」という言葉が新語・流行語大賞の流行語部門銀賞を「受賞者：該当者なし」で受賞している。しかし、この語が広く一般に実感を伴って認知されたのはむしろバブル崩壊後であった。バブル崩壊後には「平成不況（第一次平成不況）」が到来し、その後の不況期は「失われた10年」、さらに不況が長期化するにつれ「失われた20年」「――30年」と呼ばれた。

## 要因

1985年1月1日から1988年1月1日までの円とドルの為替レートの推移。点線はプラザ合意のあった日（1985年9月22日）を示す。プラザ合意後、急激に円高が進行している。

政府・日本銀行の金融・財政政策による景気刺激策がバブルの主因とされている。
安定成長とバブル期を分けたのは1985年9月のプラザ合意である。その後のルーブル合意まで100円以上の急速な円高が進行する。ミルトン・フリードマンは「日本の『バブル経済』は、1987年のルーブル合意がもたらしたものである」と指摘している。
バブル以前の1985年のプラザ合意直後の日本は円高不況と称された深刻な不況であり、急激に国際競争力を失った輸出産業は大打撃を受け、東京や大阪などの町工場には倒産が続出していた。当時の日本のGDPに占める製造業比率は高く、円高が輸出産業、ひいては日本経済に与えたダメージは現在と比較にならないほど大きく、製造業の日本国外への流出もこの時期に本格化した。
当時、ドル高による貿易赤字に悩むアメリカ合衆国はG5諸国と協調介入する旨の共同声明を発表した。これにより急激な円高が進行。1ドル240円前後だった為替相場が1年後に1ドル150円台まで急伸した。日本と西ドイツがアメリカのドル安政策の標的にされた。
このショックを和らげるため日本政府は、内需主導型の経済成長を促すため公共投資拡大などの積極財政をとり、また一方で日銀は段階的に公定歩合を引き下げ（最終的には2.5%）、長期的に金融緩和を続けた。この結果、長期景気拡大をもたらした一方で、株式・土地などへの投機を許しバブル発生を引き起こしたとされている。
中曽根内閣は貿易摩擦解消のため、国内需要の拡大を国際公約し（前川リポート）、これまでの緊縮財政から一転させた。5回の利下げの実施後の1988年度補正予算で当時の大蔵大臣であった宮沢喜一は公共事業拡大に踏み切った。また、急激な円高によるデフレ圧力にもかかわらず日銀は当初、公定歩合を引き下げずに据え置くとともに、むしろ無担保コールレートを6%弱から一挙に8%台へと上昇させるという「高目放置」路線を採った。そのため、一時的に非常な引き締め環境となり、その後数年のインフレ率の低下を招いた。一方、翌年以降は緩和へと転じ公定歩合を2.5%まで引き下げ、その後も低金利を続けたが、この金融緩和政策は当時国際公約と捉えられており、これが継続されるとの期待が強固であった。1989年に所得税の国税地方税を合計した最高税率が88％から75％に引き下げられ、富裕層を中心に手取り所得の急増による資金供給があるとともに、インフレ率の低下と低金利政策維持への期待によって名目金利は大きく低下し、このことが貨幣錯覚を伴って土地や株式への投資を活発化させた。日銀の金融政策は、卸売物価・消費者物価を基準に考えるという伝統的な考え方が支配的であったため、日銀は地価は土地対策で対処すべきという立場であった。
それ以外に1986年初めに原油価格が急落し、交易条件が改善した。このことによる交易利得は、1987年5月の緊急経済対策とほぼ同規模となる大きなものとなり、景気を刺激したとされている。経済学者の田中秀臣は「原油価格の下落などの要因を、日本経済の潜在能力が向上したと誤って過大評価してしまい、日本はバブル時代へと突入していった」と指摘している。
「日本銀行調査月報」（1992年9月）は、バブルの原因について「土地担保価値の拡大」を挙げ「多くの金融機関が業務拡大を目指したことにより、M2+CDの伸び率を高めた」と述べている。
1985年5月に国土庁は「首都改造計画」を公表し、「東京のオフィスは2000年までに合計5000ヘクタール、超高層ビルで250棟分必要となる」と指摘した（当時のオフィス供給量は年間130ヘクタール）。国土庁のレポートの意図は「地価高騰の抑止」であったが、その意図とは逆に不動産会社・ゼネコンは「オフィス供給は国策となった。都心の用地を確保せよ」と一斉に飛びつき、やがて「地上げ屋」を生んだ。国土庁のレポートはバブル醸成の一因となった。
ベンジャミン・フルフォードは、和佐隆弘（元日経新聞論説委員）の言葉を借りて、1963年当時の自治省が地価の大幅な値上がりに対して、固定資産税の課税上昇率を抑えたために、土地が「最も有利な投資対象」となってしまったことを日本の土地神話ないしバブルの遠因として挙げている。
三角大福はオイルショックや自民の内紛で2年周期で総理が交代していたが、中曽根は5年ほど総理を務めて政治が安定していたこともバブル景気の主因となった。

## 展開

日経平均株価（月末値）。1989年12月29日の東証大納会で日経平均株価が史上最高値の38,957円44銭（同日終値38,915円87銭）を記録、1990年1月4日の大発会から株価の大幅下落が始まる。

1985-1990年度の5年間で日本の金融機関の資金量は90%拡大し、貸出先の開拓に追われていた。
1980年代後半、エクイティファイナンス（新株発行にともなう増資）の隆盛は大企業の銀行離れを加速させ、銀行は行き場のない資金をだぶつかせていた。プラザ合意以降、金利低下に拍車が掛かった。金利自由化の影響により、銀行は従来のやり方では利ざやが稼げなくなっていた。1987年末には都銀の収益を支えていた製造業向けの貸出が初めて2割を割った。
企業は設備投資を積極的に行っていたが、その資金は銀行の長期融資に依存せず、エクイティファイナンスでまかなっていたため、金融機関の融資は不動産に向かった。日本では投機熱が加速、特に株と土地への投機が盛んになった。なかでも「土地は必ず値上がりする」「土地の値段は決して下がらない」といういわゆる土地神話に支えられ、転売目的の売買が増加した。地価は高騰し、数字の上では東京23区の地価でアメリカ全土を購入できるといわれるほどとなり、銀行はその土地を担保に貸し付けを拡大した。1985年3月末から1993年3月末にかけて、全国銀行の貸出は251兆円から482兆円へと増加している。資産価格高騰は資産保有者に含み益をもたらし、心理的に財布のひもを緩める資産効果によって消費が刺激され、景気の過熱感を高める効果もあった。また、1986年から日本企業の欧米企業に対するM&Aが進められた。企業収益の向上と共に個人所得も増加し、消費需要が上昇する乗数効果を生んだ。
日本の1人あたりの国民所得はアメリカに次ぐ第2位となった。1985年9月30日に横浜駅東口に当時世界最大級の百貨店そごう横浜店が開業した。
三大都市圏における地価は1986年から上昇し、1987年には東京都の商業地で対前年比で約80%となった。
1987年に入ると現象は経済全体に波及し、土地に対する需要が高い限り決してこの景気は終わらないという楽観論が蔓延した。特に株式は1987年10月に起こった米国ブラックマンデーによる世界同時株安の影響を世界で最初に脱出し、高値を更新したことから日本株に対する信任が生じた。その後、投機が投機を呼ぶ連鎖反応が起こり、「岩戸景気」「神武景気」に続く景気の呼び名を公募する記事が、雑誌を賑していた。
1988年秋に来日したアラン・グリーンスパンFRB議長は、日本銀行にて「日本の株価は高過ぎるのではないか」と述べていた。
1989年（平成元年）4月1日、消費税（税率3%）が導入された。このとき、便乗値上げが起きた。同時に景気対策と内需拡大の掛け声とともに、所得税の国税地方税を合計した最高税率が88％から75％に引き下げられ、富裕層を中心に手取り収入が最大2倍近く増えたことが金融市場に資金提供することとなった。
すでに地価や株価は収益還元法などで合理的に説明できる価格を超えて高騰しており、日本経済はいつ破裂してもおかしくないバブル経済に突入していた。そもそも日本の人口増加率が低下し、2007年から2008年には人口が減少に転じると予想されたことから、土地の需要がこのまま持続・増加するはずが無いとの指摘もあったが、政府の「世界の中心都市としての東京は今後も発展を続け、オフィス需要は拡大しつつあり、これに対して供給はまだまだ不足している」とする見解をはじめとする強硬な反論が幅を利かせていた。
一部の経済学者は地価を考慮すると家賃は安すぎると主張し、容積率の規制緩和を主張した。
もともと、地価が上昇した場合はその上で操業している賃貸の工場やビルの収益率が低下するため、土地を売却し債券などを購入することが合理的になる。この結果、高騰した土地の上で経営が成り立つ産業だけが立地することになり、やがて価格は均衡する。しかし、日本においては土地資産などの計上が簿価で行われていたため、名目的に収益率は変わらずに土地を持ち続けることが正当化された。加えて、簿価と時価の差額が含み益をもたらし、担保価値の上昇という形で資金を導入して経営を拡大する方向に動いた。損失を出してもいざとなれば含み益を用いて解消できるとして経営の多角化を進めたりハイリスクな事業を展開する、放漫な経営で損失が出ても重大に受け止めないなどの例もあった。このような動きの中で、日本企業は収益率を高めるのではなく総資産を増加させることを第一義的な目標とするようになった。
バブル期に特に借金を増やしたのは非製造業であった。建設業、不動産業、ノンバンクは「バブル三業種」と呼ばれ、借金がそのほかの業種と比べて大きく増えた業種であった。

## 経済への影響
1986年頃から東証株価指数（TOPIX）は急上昇し始め、1989年12月18日 には2884.80、同日のザラ場で最高値の2886.50を記録した。株価上昇は1986年1月大発会の1049.13と比較すると3倍弱となり、上昇率で200%弱の上昇であった。また、この最高値に東証株価指数が再び到達したのは34年後の2024年7月4日のことであった。
日経平均株価についても急上昇し始め、1989年12月29日には38915円、更に同日の大納会ザラ場で最高値の38957円を記録した。バブル期の日本株のPER（株価収益率）は80倍以上となっていた。バブルが弾ける直前の日本株のPERは、100-200倍であった。株価に遅れて地価も1985年と比較して、1990年には約400%の上昇となった。
1986-1990年までの5年間で、日本国内の非金融法人企業は年平均142兆円のペース、家計は年平均約25兆円のペースで金融負債を増やした。バブル絶頂期の1990年の非金融法人企業の純負債は636兆円であった（2008年12月末には非金融法人企業の純負債は322.9兆円となっている）。
1986-1989年に発生したキャピタル・ゲインは、資産価格の上昇により1452兆円に及んだ。1989年に家計が得た土地・株式のキャピタル・ゲインは260兆円となっている。
バブル景気では、中小企業の売上経常利益率は大企業を上回っていた。
経済学者の松原聡は「バブル景気で日本がインフレにならなかったのは、円高の影響で安い輸入品が多く日本に入ってきたからである」と指摘している。

### 地価高騰
内閣府の国民経済計算によると日本の土地資産は、バブル末期の1990年末をピークに、約2456兆円となったと推定されている。日本全体の土地の価格総額は、1990年末時点で1985年末の2.4倍となった。バブルピーク時、日本全体の地価の合計は、アメリカ全体の地価の合計の4倍となった。
東京圏では1987年と1988年の住宅地の価格はそれぞれ22%、69%上昇し、商業地の価格はそれぞれ48%、61%上昇した。大阪圏では1989年と1990年の住宅地の価格はそれぞれ33%、56%上昇し、商業地の価格は1988-1990年で30-40%上昇した。
第二次世界大戦後、1990年代初めにバブルが崩壊するまで、地価は永遠に上がり続けるという「土地神話」が信じられていた。戦後一貫してオイルショックの一時期を除き、バブル崩壊まで地価は下がらなかった。それに追随したのが当時のテレビを含むマスコミであり、土地神話による地価の高騰が永遠に続くものであるかのような宣伝を繰り返していた。
1970年代後半から優良製造業向けの融資案件が伸び悩み、銀行が不動産業や小売業、住宅への融資へ傾斜していた。1980年代初め、東京の国際都市への期待が高まり、外資系金融機関なども増加し、オフィスが大量に不足すると予想された。1980年代半ば以降、銀行は土地神話を信じ土地担保融資を拡大した。1980年代の日本は様々な規制等により土地の供給が極端に少なく、人口が増え続けるという見方が強かったため土地バブルが発生した。
1985年、日本開発銀行は「東京は世界の金融センターになる」とレポートで指摘した。
中曽根税制改革により法人税が42%から30%へ、所得税最高税率が70%から40%に引き下げられるとともに物品税も撤廃され、可処分所得はその分増大して土地や株式の購入に向かったため、土地価格や株価が高騰した。
中曽根内閣による大都市圏内の土地容量（容積率）の規制緩和、東京湾横断道路（東京湾アクアライン）建設プロジェクトの推進、当時の鈴木俊一 （東京都知事）による「第二次東京都長期計画」による東京臨海副都心構想の具体化による東京発の不動産取引が活発化した。
大蔵省（霞が関）、日本銀行本店（日本橋本石町）、東京証券取引所（日本橋兜町）を結ぶ三角地帯は「ゴールデン・トライアングル」と呼ばれていた。
1986年の都心の地価の上昇は7割に達しており、全国的には地価が落ち着いている中で「異常値」を示していた。大都市等の優良な土地の高騰にとどまらず、収益の見込めない北海道や沖縄などの遠隔地の土地もリゾート開発を名目に相当の値段で取引された。こうして得た土地を担保に、巨額の融資が行われた。インカム・ゲイン（土地の有効活用による収益）ではなくキャピタル・ゲイン（将来地価が上昇することで得られるだろうと見込まれる値上がり益）を目的とすることが多かった。
1986年秋に売り出された東京新宿区の再開発住宅「西戸山タワーホームズ」はマンションブームに火をつけた。1987年4月に売り出された東京江東区のマンション「スカイシティ南砂」は259戸の分譲に対し、38500人が応募した。また、リクルート社の銀座日軽金ビル購入の不動産取引成功が大々的に報道され、その後の不動産取引が活発化した。
また、地価の上昇局面でも、国鉄清算事業団の未利用地販売に際しては「地価の高騰を煽る」として売却が凍結されて、逆に土地の飢餓感が煽られて地価の上昇を招いた。
土地を担保として融資を行うに際しては、通常は評価額の70%を目安に融資を行うが、将来の土地の値上がりを見越して過大に貸し付けることも珍しくなかった。破綻した北海道拓殖銀行では120%を融資した事例もある。単一の物件に複数の担保をつけることも行われた。背景には、金融機関の貸出競争が激化する中、潤沢な資金をとにかく運用する、貸付に回す、という金融機関の姿勢もあった。この融資の一部は後の地価下落（担保価値が低下）によって不良債権となった。
道路用地の取得価格も高騰し、新東名高速道路などの建設に要する資金の増大を招いて、日本道路公団の経営圧迫の一因ともなった。高価な土地が障害となって、地方公共団体の公共事業が進められなくなる事態も生じた。
地価の上昇によって住宅取得が困難となり国民からは政府に対する非難が高まったことが、不動産融資の総量規制に繋がり急速な地価の下落を招いたという批判がある。こうした地価に関する政策的な失敗は、マスコミや国民の感情的な批判に政府が冷静に対応できなかったという問題と見ることができる。

#### 地上げ
潤沢な資金を背景に、大都市では都市再開発の動きが活発になった。都心の優良地区には地権が細分化された上に借地借家が多数混在し、権利関係が複雑に絡んでいるケースがあった。日本においては、借地借家法によって借主の権利が保護されていたため、土地をまとめて大規模開発をするプロジェクトは必然的に推進が困難となった。そのため、大都市周辺の土地取得を狙い大手不動産会社から依頼を受けた地上げ屋（主に暴力団員）の強引な手口による「地上げ」が行われるようになり、社会問題となった。
銀行は「地上げ」に巻き込まれるのを嫌い、リスクの高い物件に自ら直接融資をせず系列ノンバンクに融資させようとした。
東京都内では、暴力団も含む地上げ屋による土地所有者への嫌がらせが横行し、放火なども相次いだ。1980年代後半に東京原宿の「原宿セントラルアパート」のビルは大規模な地上げの舞台となった。
しかし、計画を完遂できないままにプロジェクトが中止されるケースも多数生じ、バブル崩壊後には「虫食い」状態の利用しにくい空き地が多数残されることとなった。これらの空き地は「バブルの爪あと」などとも呼ばれた。そのような空き地を使用して、コインパーキングと呼ばれる狭い駐車場が作られた。

#### 住宅高騰

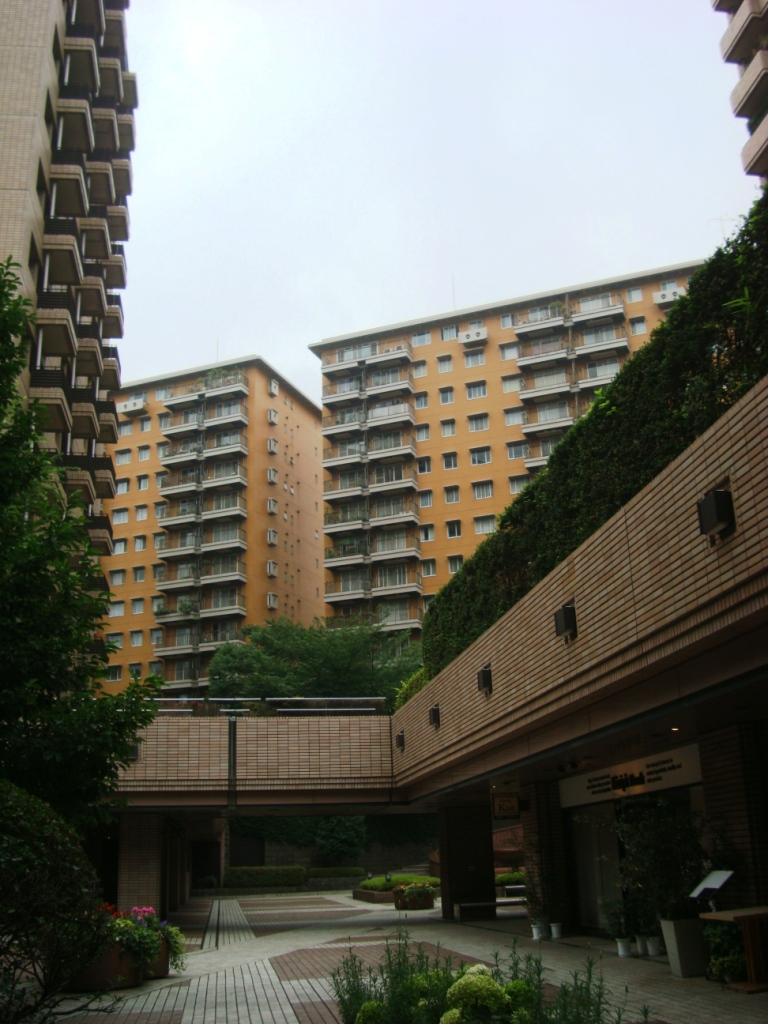
高級マンションの代名詞的存在とされていた広尾ガーデンヒルズ

1980年代後半のバブル期に、政府は「年収の5倍で住宅を」というスローガンを掲げていた。
地価上昇は、地価の高い都心の戸建て住宅や高級マンションだけでなく、都市近郊にさえ適当な戸建住宅を取得することを困難にした。日本のような戸建主義的な都市構造において、いずれは戸建住宅を取得することが人生の夢・目標の一つであるとされ、それを動機として貯金に励むことも行われていた。しかし過度の地価上昇を見て、これ以上値上がりする前に一刻も早く住宅を取得するべきだと考える人も増え、その行動がさらに地価上昇に拍車をかけた。東京圏のマンション価格はサラリーマンの平均年収の8.9倍に達した。あまりにも住宅が高騰して、平均的な収入では最早購入するのが不可能な域に達すると「二世代ローン」も登場した。本人の資力で支払きれないところを、その子の資力をもって補うものである。
地価・住宅高騰と共に相続税も無視できない額に増えた。サラリーマンのマイホームの夢が遠のく一方で、相続税の負担が急激に重くなっていた。特に、長年のローンを組んで余裕が無い状況で相続が発生すると、支払うべき相続税を用意することができずに困窮することもある。これに対応するため、親類縁者の若者を養子にして一人当たりの相続額を下げて相続税を節約する手法が採られたり、変額保険を利用する節税手法が利用された。しかし、バブル崩壊後は資産運用の計画が狂って窮地に追い込まれ、変額保険では返済のため自殺する契約者まで現れて社会問題となった。
首都圏では地価高騰により賃貸住宅の家賃も高騰し、都心から遠く離れた地域に住居を求め、通勤時間が異常に長くなるという状況も生まれた。こうした地価高騰と住宅問題は当時の日本政府の懸念事項となり、後の地価抑制政策に繋がり信用構造を圧迫することになった。

#### 住宅すごろく
地価上昇を前提とした住宅取得のモデルも提示された。若いうちに小さいながらもマンションを取得し、それを下取りに出して順次条件の良いマンションに買い換えれば、最終的には望むマンションや戸建ての住宅を手に入れられるとされ「住宅すごろく」とも言われた。単に貯蓄をしていては住宅高騰に決して追いつけないが、マンションや一戸建てを資産として購入しておけば価格上昇が見込めて有利である、と説かれた。
しかし、バブル崩壊後は物件を見極める目も厳しくなり、資産価値が半分以下に落ちた東京郊外のマンションや、事実上資産価値が無くなった地方のリゾートマンションや別荘に対する多額の支払いが残り、負債を抱えて身動きが取れなくなるケースもあった。
他方、あまりにも高騰した住宅の取得を早々に諦め、収入を貯蓄することなく高級車など耐久消費財の購入や海外旅行に充てる「あきらめリッチ」と呼ばれた刹那的な動きもあり、さらなる消費の過熱と貯蓄率の低下に繋がった。しかし当時高騰していた不動産への投資を控えたことで、結果的にはバブル崩壊後の地価下落による債務超過を免れたともいえる。

### リゾート地開発
バブル期に建設・不動産・ホテル業界は、リゾート地やゴルフ場を次々と開発した。
1987年に総合保養地域整備法、通称「リゾート法」が制定され、都市から離れた地域においても、大企業を誘致してリゾート施設を開発する動きが活発となった。特に北海道ではスキー場などのリゾート事業が急激に拡大した。これにより、それまで見向きもされなかった土地が相等な価格で取引されるなど、地価の上昇に拍車を掛けた。
ゴルフ場会員権の価格が高騰するとともに、豪華な設備を持ったゴルフ場の開発が全国で進められた。当時のゴルフ場のテレビCMでは、バブル景気崩壊後なら「○○自動車道○○インターから車で○分」などとするところを「東京ヘリポートから○○分」などと案内するほどであった。

### 国鉄清算事業団
バブル期には中曽根内閣により三公社五現業の民営化が開始され、日本国有鉄道（現：JR）、日本電信電話公社（現：NTT）、日本専売公社（現：JT）が民営化された。また日本航空などの公共企業体や特殊法人も民営化された。
国鉄分割民営化により発足した国鉄清算事業団は、旧国鉄から引き継いだ未利用地を販売して負債削減を図った。その中でも31ヘクタールの「汐留駅跡地」は、東京都心にある港区汐留のまとまった優良地として、都市再開発上の注目を集めた。しかしバブル景気で地価が高騰していた時代には、政府や経済界、マスメディアでも用地売却が地価高騰を一層煽りかねないとの懸念が共有されており、バブル期に汐留駅跡地を売却しなかったことについて、当時は問題視されることはなかった。
その結果、用地売却はバブル崩壊後の地価暴落した時期となり、国鉄清算事業団の解散を控えてその他の土地も全て処分する必要があることから、これらの土地は投げ売り同然で処分せざるをえず、事業団全体ではかえって負債を増やした状態で解散した。最終的に国鉄清算事業団はその役目を終え、1998年（平成10年）10月に解散した。

### 財テクブームと消費の過熱

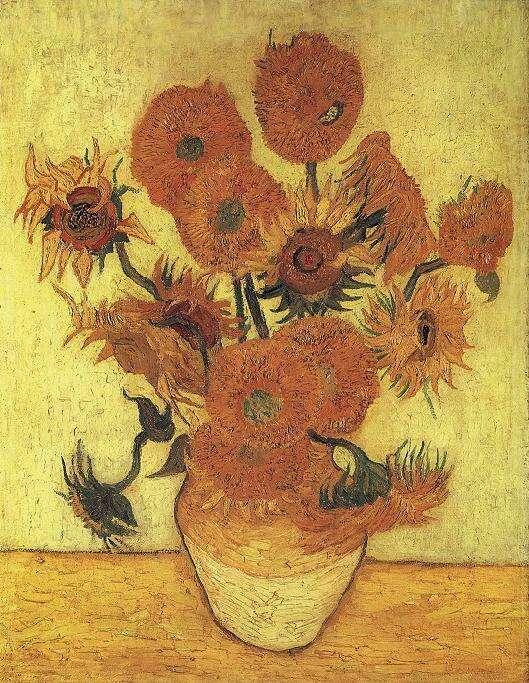
1987年、安田火災（当時）が約57億円で購入した絵画「ひまわり」

バブル経済下では金融・資産運用で大幅な利益を上げる例が強調され、企業においても本業で細々と着実に利益を上げたり、保有株式の配当金等よる利益（インカムゲイン）を上げるのでなく、所有する土地や金融資産を運用して大きな収益（キャピタルゲイン）を上げる「財テク（○○転がし）」に腐心する例もあった。
1986年2月にNTTが上場し、株価は2カ月で売り出し価格の3倍にあたる318万円の高値をつけ、企業・個人が財テクに入り込んでいくきっかけとなった。「財テク」（＝財務テクノロジー）に代表される企業の余剰資金運用を日本経済新聞等のマスコミが喧伝し、「特金ファンド」（特定金銭信託ファンド）で法人の株式投資を活発化させ、個人投資家の株式投資を誘発した。主要全国紙はこの頃、株式欄を拡大させ、金融雑誌や金融商品評論家、不動産取引評論家等が出現して個人の金融取引を煽った。
潤沢な資金による買い漁りの対象は、NTT株の公開に伴う一般投資家による投資や、フェラーリやロールス・ロイス、ベントレーなどの高級輸入車、サザビーズなどが開催したオークションによるゴッホやルノワールなどの絵画や骨董品、にまで及ぶなど、企業や富裕層のみならず、一般人まで巻き込んだ一大消費ブームが起きた。
これらの一因として、中小企業主に対する融資が緩くなったことや、企業に勤めて新居購入のために貯金をしていた世帯が、土地価格の急激な上昇のため新居取得を諦め、新車購入や旅行、消費に走ったことなどが挙げられる。
1989年に内需拡大の掛け声とともに、所得税の国税地方税を合計した最高税率が88%から75%に引き下げられ、富裕層を中心に手取り収入が最大2倍近く増えたことが、資金供給に追い打ちをかける形となった。

### 世界への投資
アメリカの不況や貿易摩擦の解消のために輸出規制が掛かり、企業は日本国内市場の開拓に目を向けざるを得なかった。金融市場の国際化の流れから海外金融機関の新規参入が相次ぎ、金融取引が活発化した。
潤沢な資金を得た企業が、日本国外の不動産や企業を買収した。著名なところでは三菱地所によるロックフェラー・センターを所有するロックフェラーグループ（RGI）の買収、ソニーによるコロムビア映画買収をはじめとする事例で、日本国外の不動産、リゾート、企業への投資・買収が行われた。また、企業に留まらず、土地を担保に大金を借り入れた中小企業オーナーや個人、マイホーム資金を貯蓄していた個人の中からも、日本国外の不動産に投資を行う者が出てきた。
一方で象徴的ビルや企業が日本企業の手に渡ったことにつき、アメリカの心を金で買い取ったとする非難（いわゆるジャパン・バッシング）が浴びせられた。また、日本国外の不動産への投資は現地の地価の高騰を招くとともに資産税を上昇させ、正常な取引を害し地元経済を混乱させたものとの非難が浴びせられた。

### 就職
有効求人倍率は、1991年に1.40倍を記録。リクルートの調査では、同年の大卒有効求人倍率の最高値は2.86倍にまで上った。この時代に新卒採用期を迎えた世代はバブル世代と呼ばれる。

#### 就職売り手市場
民間企業が好景気を受けた好業績を糧に、更に営業規模を拡大したり経営多角化を行うために新卒者向けの募集人数を拡大し、学生の獲得競争が激しくなった。多く企業が学生の目を惹き付けることを目的にテレビで企業広告を行い、立派な企業パンフレットを作成・配布して学生の確保に走った他、青田買いの一環として、都市部の大学生が主宰するイベント系サークルやそれらが企画するイベントへの協賛を行った。
学生の確保に成功した企業は、内定者を他社に取られないようにするため、研修等と称して国内旅行や海外旅行に連れ出し他社と連絡ができないような隔離状態に置く、いわゆる「隔離旅行」を行った。これらの背景には急激な経済膨張・業務拡大のため、夜中2時過ぎまでの残業や月に1～2日程度しか休みが取れないといった事態がざらになるなどの深刻な人手不足があり、早急に人員を確保することが急務だったことがあり、体育会系の学生は我慢強く体力があり、上下関係による人脈で後輩学生を入社させやすいというので企業からは人気があった。特に証券会社等は、現場が人手不足だったので、OBを通じて学生に食事を振る舞うなどしてまで入社させた。
有効求人倍率は、1991年に1.40倍を記録。リクルートの調査では、同年の大卒最高値は2.86倍になった。この時代に大量に採用された社員を指してバブル就職世代とも言われる。社内では同世代の人数が多く、社内での競争が激しくなる一方で、就職直後にバブル崩壊を受けて業務が削減され、それぞれの社員が切磋琢磨する機会も減っていった。
民間企業の業績・給与がうなぎ上りだったことに比べ、景気の動向に左右されにくい公務員は、バブルの恩恵をさほど受けなかったことから、「公務員の給料は安い、良くて平均的」といった風評が大学生の間で蔓延し、とりわけ地方公共団体には優秀な新卒が集まりにくく、各団体は公務員の堅実性のPRを積極的に行った。

#### 文系就職
農林水産業や製造業などの分野と比較して、銀行や証券といった金融分野が大幅に収益を伸ばした。これらの業界は、さらに高度な金融商品の開発に充てる人材の確保を意図して、理系の学生の獲得に動いた。また、バブル景気の浮かれた雰囲気の中で、電通やサントリー、カネボウやフジテレビなどの、広告出稿量の多い、もしくはマスコミや広告代理店、外資系企業などの華やかなイメージの企業の人気も高まり、文系学生のみならず理系の学生もがこれらの企業に殺到した。
好業績で注目を浴び高い給料を提示する金融業や華やかな業界への就職希望が増えたのに対し、製造業では学生の確保に苦労することになった。理系の学生が、産業界以外の分野、殊に金融業やサービス業へ就職することを指して文系就職とも言われた。

## 当時の世界情勢
1980年代に入ってからの世界的な（物価の）ディスインフレーションの中で、資産価格（株式）は上昇しやすい状況になっていた。
1945年2月のヤルタ会談以降の冷戦体制下で、日本を含む西側諸国と対立していたソビエト連邦は、アフガニスタン侵攻による疲弊の影響で、改革派のミハイル・ゴルバチョフが登場する。
一方でアメリカ合衆国は、このころ1980年代半ばのユーフォリアを経て迷走気味になりつつあった。住宅金融に破綻の兆しが出て、信用問題に発展しつつあった。経常収支が均衡に向かう中で国内経済は低迷し、失業増大や記録的財政赤字に繋がりつつあった。
こうした世界情勢の中で、政治的に安定している上に空前の好景気で、投資先として非常に大きな魅力を持つことになった日本は、『ジャパン・アズ・ナンバーワン』（エズラ・ヴォーゲル著の同タイトルの書籍より「世界の頂点にいるも同然の日本」の意）の呼び声とともに、アメリカにおいても「日本社会に学べ」「日本に負けるな」という声が出るほど好景気を謳歌していた。三菱地所がニューヨークのランドマークであるロックフェラーセンターを買収して日本脅威論が噴出したのもこの頃である。また東南アジア諸国からも「日本の成功を見習うべし」との声が上がった。
バブル景気の時期は、ソビエト連邦の「ペレストロイカ」とほぼ同じ時期である。バブル景気とペレストロイカの真っ只中にあった1989年には、ベルリンの壁崩壊に代表される東欧民主化革命が起こり、44年間続いてきた冷戦が終結した。

## 問題
バブル期に「バブルになっているという問題があまり意識されなかったということについて、翁邦雄は「土地神話によるところが大きい」と指摘している。
1980年半ばに始まった地価高騰は、やがて土地を持つ者と持たざる者の不公平感を生んだ。バブル景気による地価高騰・株価上昇を背景とした土地・住宅・株式の値上りによって、資産・資産取引によって生じる所得格差が拡大したとされている。1989年に所得税の国税地方税を合計した最高税率が88%から75%に引き下げられ、富裕層を中心に手取り収入が最大2倍近く増えたことが格差拡大に追い打ちをかけ、現代においても問題となっている。
資産を用いた経済活動によって生み出される収益（インカムゲイン）ではなく、資産そのものの値上がりにより利益を得ようとする手法（キャピタル・ゲイン）は、資産価格が高騰するほど困難になる。やがて資産価格が高い水準で均衡すると、その時点で資産を保有していた者はもはや値上がり益を得られない。そして高値均衡を維持できず価格が下落に転じると、それまでの歴代の所有者がそれぞれ利益を得たのに対して、最終的な資産保有者はその分の損をまとめて被ることになる。このように資産価格の上昇を維持することが困難になるにつれ、資産取引は次第に「ババ抜き」の様相を見せ、ますます資産価格の維持が困難となる。
「不平等の拡大は、バブルのための資産格差・産業間賃金格差が原因である」との議論について、経済学者の大竹文雄は 「（不平等の拡大を）資産格差に要因を求めるのは無理がある。バブル崩壊で資産格差は縮小傾向にあるからである。産業間賃金格差については、バブル時代に金融業の賃金が上昇したことで格差は拡大したが、最近（2000年）は金融業の賃金が逆に低がり、格差は縮小している」と指摘している。

## 景気後退
絶頂期の1989年頃には投資が活発となり、「平成（へいせい）景気」「ヒミコ景気」「高原（こうげん）景気」「高天原（たかまがはら）景気」と呼ばれる空前の超好景気となったが、実体経済の成長では到底説明できないほどの資産価格上昇を伴うバブル経済であったため、やがて縮小することとなる。
1990年3月に総量規制が開始され、崩壊が始まる。株や土地などの資産は下落し、一転して大きなキャピタルロスを抱える個人や企業が増え、キャピタル・ゲインを当てにして過大な投資をしていた企業や投機家が多大な損失を抱える事態となった。当時の日本は資産価格上昇により、土地や株式などの収益率（値上がり益を除く）が著しく低下していたため、金融緩和の終了で持続可能性を喪失した。
1973年12月より17年3か月間続いてきた安定成長期は、このバブル崩壊により終焉を迎えた。

## 過度な金融緩和・急激な金融引締
バブル景気が膨張を続けてしまい、バブル崩壊からの脱却に長期間を要した原因については、日本国政府・日本銀行（日銀）による、経済政策の一環として実行した、プラザ合意による円高不況克服後も金融緩和(低金利)を続けてしまったこと、突然かつ苛烈過ぎた金融引き締め策の2点の失敗が指摘されている。
まず、バブルの発生については先に述べた通り、1985年のプラザ合意による急速な円高に伴うデフレ圧力と金融緩和の長期化予想によって名目金利が大きく低下し、それが貨幣錯覚を通じて土地や株への投資を刺激したこと、また貿易摩擦解消のため国内需要の拡大を国際公約し公共事業の拡大および減税策が採られたこと、が原因とされている。政府は、数次にわたり経済対策を策定し、1987年5月には6兆円を上回る財政措置を伴う「緊急経済対策」をしたが、景気は1986年11月を底に既に回復していたため、景気を刺激し過ぎたという批判がある。
第二に、バブルの膨張を抑止できなかった理由として、金融緩和を続け過ぎたことが指摘されている。公定歩合は1987年2月に2.5%に引き下げられ、その後1989年5月までこの水準を維持した。実は1987年9月には日銀の理事たちは利上げに踏み切る方針を確認していたが、10月19日のブラックマンデーによる世界的な株価の下落があり、利上げが見送られた。1986年11月に日本の景気は底入れが確認されていたが、ブラックマンデーによるドル暴落を阻止するため、対米協調から低金利政策を1989年5月までの2年3カ月の長期に渡って継続した。
金融緩和が続けられた国内の要因としては、第一に、政府が財政再建のために赤字国債からの脱却を目指しており、金融政策による景気刺激を求める政治的な圧力があったことがある。第二には、大幅な経常収支の黒字を背景とした円高圧力があったことから、金融緩和によって円高を回避しようという政府・与党などからの圧力があったことが指摘できる。急激な円高に苦しむ輸出企業の体力を強化するためにも金融政策は緩和的であるべきという認識もあった。この反省から、1997年に日銀法は改正されて、日本銀行の独立性が高められた。
元日銀行員でバブル期には同行総務局調査役などを務めた経済学者の翁邦雄は「資産価格の上昇は、金融政策運営において警戒信号として十分に活用されなかった」と指摘している。
しかしバブル膨張は金融政策のみによるものではない。政府は、国際化によって東京のオフィス需要が急拡大して、オフィスが不足するという試算を発表してバブル期の不動産投資をさらに過熱させた。財政面でも国の公共投資は抑制されたが、好景気によって税収が増加した地方自治体では地方単独事業の増加が見られ、これも景気を刺激することになった。地方単独事業の増加には、国の財政赤字を抑制するために地方単独事業の増加を歓迎していたという背景もある。
経済学者の飯田泰之は「日銀の低金利だけでバブルを生み出したとは説明できない。バブルは将来の東京の経済的位置づけを過剰に評価し過ぎたことによって生み出された」と指摘している。
2000年6月1日、日銀理事の増渕稔は大阪大学で講演し「過去に金融緩和された時期はいくらでもあるが、その度にバブルが発生したわけではない」と述べており「金融緩和がバブルの主犯」という見方に反論する一方で「1988年から1989年にかけての対応に問題があったと言えるかもしれない」「利上げが遅れ、低金利が永続するといった期待を生み、バブルを膨らませた可能性はある」と述べている。
元大蔵官僚でバブル期には大臣官房審議官（銀行局）などを務めた西村吉正は「民間活力・規制緩和・自由化が結果的に金融活動を異常に活性化させた原因かもしれない」と指摘している。西村は「護送船団方式がよくなかったし、市場原理がもっと浸透する金融システムにしておくべきであった」「バブル崩壊の初期段階までは、日本の間接金融・メインバンクシステムは、日本経済全体の保険として機能するという意識があった」と指摘している。